# Santiago Apóstol (Sucre)
Santiago Apóstol es un centro poblado colombiano en el departamento de Sucre, bajo jurisdicción del municipio San Benito Abad. Ubicado a orillas de la ciénaga del mismo nombre, muy cerca al río San Jorge. Fundada el 2 de noviembre de 1776 por don Antonio de la Torre y Miranda. Es uno de los centros poblados con más habitantes del departamento.

## Propuesta de elevación a municipalidad
De hace varios años existe una propuesta para la creación de un nuevo municipio colombiano en el departamento de Sucre entre los habitantes de los centros poblados de Baraya, Doña Ana, Puerto Franco, Punta de Blanco, Punta Nueva y como cabecera municipal: Santiago Apóstol, del cual este último llevaría el nombre de esta nueva municipalidad. Se desprendería del municipio de San Benito Abad.

## Geografía
El relieve de esta zona es de topografía plana, con ausencia de montañas y predominan las ciénagas; el clima es cálido con temperaturas promedios de 30 °C, existiendo una época de sequía y una de lluvias. En este centro poblado, desemboca el Arroyo Grande de Corozal.

## Transporte
La principal vía de comunicación es acuática a través del río San Jorge. Mientras, por vía terrestre se accede desde el municipio de Galeras.

## Economía
Las principales actividades del corregimiento son la pesca y la ganadería y la siembra de arroz, yuca y 